# Karlskirche
Rektoratskirche St. Karl Borromäus, thường được gọi là Karlskirche (Nhà thờ Thánh Carolus), là một nhà thờ baroque nằm ở phía nam của Karlsplatz ở Vienna, Áo. Được công nhận rộng rãi là nhà thờ baroque nổi bật nhất ở Vienna, đồng thời là một trong những tòa nhà vĩ đại nhất của thành phố, công trình này dành để thờ Thánh Carolus Borromeus, một trong những nhà cải cách vĩ đại của thế kỷ XVI.
Nằm ở rìa của Innere Stadt, khoảng 200 mét bên ngoài Ringstraße, nhà thờ có một mái vòm dưới dạng một hình elip thon dài.